# Pirates of the Caribbean: I främmande farvatten
Pirates of the Caribbean: I främmande farvatten är en amerikansk fantasy-action-äventyrsfilm från 2011. Filmen hade världspremiär på bio den 18 maj 2011, allmän release i USA den 20 maj 2011 och släpptes på DVD och Blu-ray den 28 september 2011. Filmen är en uppföljare till Pirates of the Caribbean: Vid världens ände. De tidigare huvudrollerna som spelades av Keira Knightley och Orlando Bloom medverkar inte i filmen. Filmen regisseras av Rob Marshall och produceras av Jerry Bruckheimer. Musiken görs återigen av Hans Zimmer. Filmen är tillåten från 11 år i både Sverige och Finland, men fick klassificeringen PG-13 i USA.
Filmen är mycket löst baserad på handlingen i Tim Powers roman On Stranger Tides.

## Handling
Kapten Jack Sparrows (Johnny Depp) vägar korsas av Angelica (Penélope Cruz), en kvinna från hans förflutna, och han är inte säker på om det är kärlek eller om hon är en hänsynslös skurk som använder honom till att hitta den mytomspunna Ungdomens källa. När hon tvingar honom ombord på Queen Anne's Revenge, skeppet som tillhör fruktansvärda Svartskägg (Ian McShane), finner Jack sig vara på ett oväntat äventyr i vilket han inte vet om han ska vara mer rädd för Svartskägg eller för kvinnan från hans förflutna.

## Rollista (i urval)
- Johnny Depp – Kapten Jack Sparrow
- Geoffrey Rush – Kapten Hector Barbossa
- Penélope Cruz – Angelica (Kapten Svartskäggs dotter)
- Ian McShane – Kapten Edward "Svartskägg" Teach
- Kevin R. McNally – Joshamee Gibbs
- Stephen Graham – Scrum
- Sam Claflin – Philip Swift
- Àstrid Bergès-Frisbey – Syrena, sjöjungfrun
- Greg Ellis – Löjtnant Theodore Groves
- Óscar Jaenada – Spanjoren (Kung Ferdinand VI:s trogne agent)
- Damian O'Hare – Löjtnant Gillette
- Keith Richards – Kapten Teague (Kapten Jack Sparrows pappa)
- Richard Griffiths – Kung George II
- Robbie Kay – Hyttuppassaren
- Gemma Ward – Tamara
- Judi Dench – En adelsdam
- Derek Mears – En zombie
- Deobia Oparei – Skytten
- Danny Le Boyer – Yeoman
- Ian Mercer – Kvartermästaren
- Sebastian Armesto – Kung Ferdinand VI
- Anton Lesser – John Carteret
- Roger Allam – Henry Pelham
- Paul Bazely – Salaman